# Lídia Costa
Lídia Costa Ruiz Guia (São Paulo, 8 de dezembro de 1925 - São Paulo, 29 de janeiro de 2004) foi uma atriz brasileira.

## Biografia
Lídia Costa nasceu na capital paulista, com família residente na Zona Leste. Ali fez seus estudos. Ainda bem jovem e percebendo-se dona de uma voz firme e com dicção perfeita, se dirigiu- às "Emissoras Associadas" de São Paulo e começou a trabalhar em radioteatro.  Ao mesmo tempo participava do “TV Comédia” de Geraldo Vietri. Lídia Costa fez vários deles, pois tinha vocação para o humor.

## Carreira

### Na televisão
| Ano  | Título                     | Personagem               | Notas                         |
| ---- | -------------------------- | ------------------------ | ----------------------------- |
| 1977 | O Espantalho               | dona Celeste             |                               |
| 1976 | Saramandaia                | Leocádia Viana           | [ 2 ]                         |
| 1972 | Vitória Bonelli            | Madame Isabela Rodrigues |                               |
| 1972 | O Príncipe e o Mendigo     | Nancy Canty              |                               |
| 1971 | Editora Mayo, Bom Dia      | Carolina                 |                               |
| 1970 | Tilim                      | —                        |                               |
| 1969 | A Menina do Veleiro Azul   | Adelaide                 |                               |
| 1969 | Os Estranhos               | Madalena                 |                               |
| 1968 | O Direito dos Filhos       | —                        |                               |
| 1967 | Os Fantoches               | Odila                    |                               |
| 1966 | As Minas de Prata          | Zana                     |                               |
| 1966 | A Pequena Karen            | Ana                      |                               |
| 1966 | Abnegação                  | Governanta               |                               |
| 1965 | Os Quatro Filhos           | Isaura                   |                               |
| 1965 | A Ilha dos Sonhos Perdidos | Matilde                  |                               |
| 1964 | A Outra Face de Anita      | Virgínia                 |                               |
| 1964 | Ambição                    | Nair                     |                               |
| 1964 | A Cidadela                 | —                        |                               |
| 1964 | Melodia Fatal              | Elza                     |                               |
| 1964 | As Solteiras               | Leandra                  |                               |
| 1963 | 2-5499 Ocupado             | —                        |                               |
| 1963 | Aqueles que Dizem Amar-se  | —                        |                               |
| 1959 | Fim de Semana no Campo     | —                        |                               |
| 1959 | TV de Comédia              | Vários personagens       | 3 episódios                   |
| 1958 | TV de Comédia              | Vários personagens       | 7 episódios                   |
| 1958 | TV Teatro                  | Maria                    | Episódio: "Um Dia de Entrudo" |
| 1957 | Seu Genaro                 | —                        |                               |
| 1957 | O Volante Fantasma         | —                        |                               |

### No cinema
| Ano  | Título                    | Personagem     | Notas                 |
| ---- | ------------------------- | -------------- | --------------------- |
| 1982 | A Fábrica das Camisinhas  | —              |                       |
| 1980 | Colegias e Lições de Sexo | Bancária       |                       |
| 1979 | O Coronel e o Lobisomem   | Tia Sinhá      |                       |
| 1979 | Alucinada Pelo Desejo     | —              |                       |
| 1978 | O Estripador de Mulheres  | Velha Megera   |                       |
| 1976 | A Casa das Tentações      | —              |                       |
| 1975 | Cada Um Dá o que Tem      | Coco           | Segmento: "O Despejo" |
| 1975 | Efigênia Dá Tudo Que Tem  | —              |                       |
| 1975 | Eu Faço... Elas Sentem    | Mãe de Silvana |                       |
| 1974 | O Poderoso Machão         | Hortência      |                       |
| 1970 | Mágoas de Caboclo         | Zeferina       |                       |